# Bolbitis asplenifolia
Bolbitis asplenifolia är en träjonväxtart som först beskrevs av Jean Baptiste Bory de Saint-Vincent, och fick sitt nu gällande namn av Kunio Iwatsuki. Bolbitis asplenifolia ingår i släktet Bolbitis och familjen Dryopteridaceae. Inga underarter finns listade.